# Путинцева, Нина Яковлевна
Нина Яковлевна Путинцева (в девичестве Карпенко) (20 мая 1927 — 16 марта 1989) — передовик советского сельского хозяйства, звеньевая виноградарского совхоза «Геленджик» Министерства пищевой промышленности СССР, Геленджикский район Краснодарского края, Герой Социалистического Труда (1950).

## Биография
Родилась в 1927 году в городе Геленджик, Кубанского округа Северо-Кавказского края в русской рабочей семье.
С 1940 года начала трудовую деятельность виноградарем совхоза «Геленджик», позже возглавила звено 2-го отделения. Проживала в городе Геленджик.
В 1949 году звено Карпенко получило высокий урожай винограда 105,7 центнера ягоды с гектара на площади 5,3 гектаров.
Указом Президиума Верховного Совета СССР от 26 сентября 1950 года за получение высоких показателей в сельском хозяйстве и рекордные урожаи винограда Нине Яковлевне Карпенко (Путинцевой) было присвоено звание Героя Социалистического Труда с вручением ордена Ленина и медали «Серп и Молот».
В дальнейшем продолжала добиваться высоких результатов, была награждена вторым Орденом Ленина.
Являлась участницей выставки достижений народного хозяйства. Была депутатом Геленджикского городского Совета депутатов трудящихся.
Проживала в Геленджике. Умерла 16 марта 1989 года. Похоронена на городском кладбище в селе Марьина Роща.

## Награды
За трудовые успехи была удостоена:
- золотая звезда «Серп и Молот» (26.09.1950)
- два ордена Ленина (26.09.1950, 27.08.1951)
- Медаль "За трудовую доблесть" (23.08.1952)
- другие медали.

## Память
- В 1984 году был утверждён приз имени Орловой и Путинцевой, которым ежегодно отмечается лучший виноградарь по итогам уборки урожая.